# 페트르 치트브르트니체크

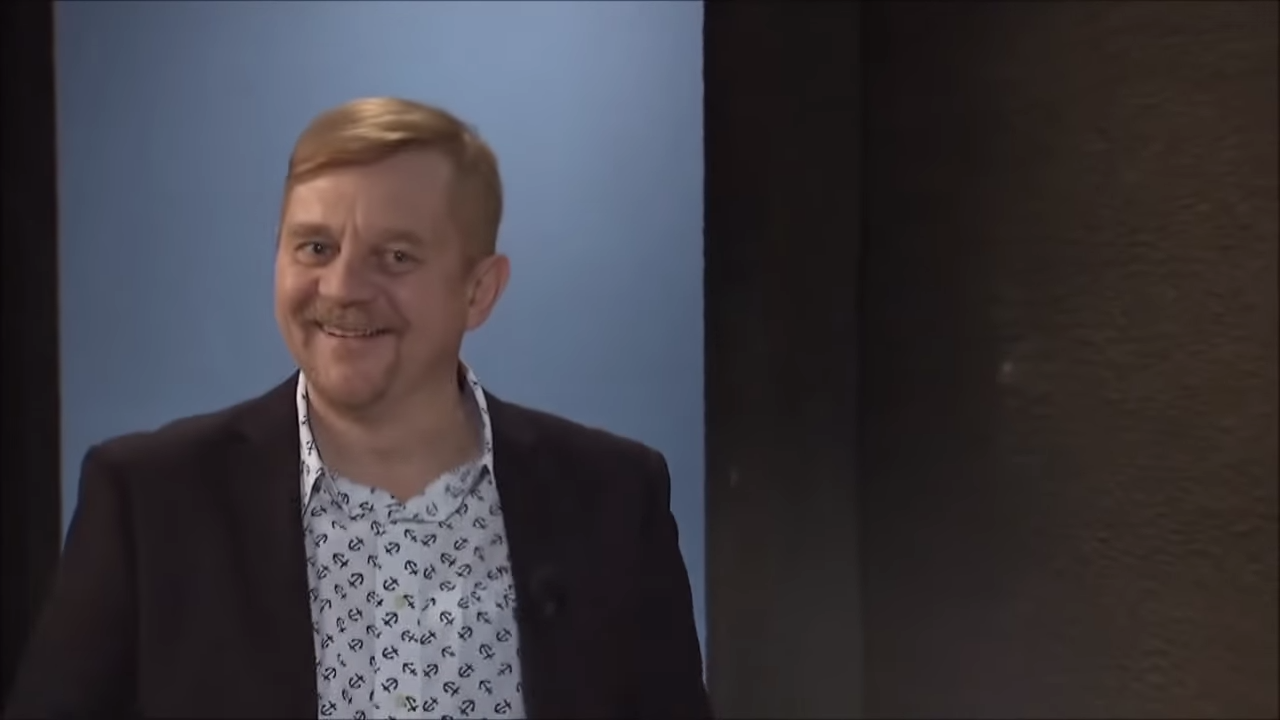
페트르 치트브르트니체크

페트르 치트브르트니체크(Petr Čtvrtníček, 1964년 4월 5일 ~ )은 체코의 감독, 배우이다. 프라하에서 태어났다.

## 영화
- 라이카 (2017년)
- 몬스터 (2017년)
- 더 굿 플럼버 (2016년)
- 쿠키 (2010년)
- 파렴치한 (2008년)
- 래프터스 (2006년)
- 나는 영국 왕을 섬겼다 (2006년)
- 올가미 (1998년)